# بيت حسن علي (نجرة)

تعديل مصدري - تعديل

بيت حسن علي هي إحدى قرى عزلة الشرقى بمديرية نجرة التابعة لمحافظة حجة، بلغ تعداد سكانها 153 نسمة حسب تعداد اليمن لعام 2004.